# 庫珀加普鎮區 (北卡羅萊納州波爾克縣)
庫珀加普鎮區（英語：Cooper Gap Township）是位於美國北卡羅萊納州波爾克縣的一個鎮區。

## 地方資料
庫珀加普鎮區的面積為126.90平方千米，皆為陸地。根據2020年美國人口普查的數據，當地共有人口2033人，而人口密度為每平方千米16.02人。